# حبيب باموغو
حبيب باموغو (بالفرنسية: Habib Bamogo)‏ (مواليد 8 مايو 1982 في باريس - فرنسا) لاعب كرة قدم بوركينابي يلعب حاليا لصالح نادي الدرجة الأولى نيس الفرنسي منذ 2007 في مركز المهاجم .

## روابط خارجية
- حبيب باموغو على موقع الاتحاد الدولي (مؤرشف)  (الإنجليزية)
- حبيب باموغو على موقع الاتحاد الأوربي (الإنجليزية)
- حبيب باموغو على موقع رابطة كرة القدم الفرنسية للمحترفين (الإنجليزية)
- حبيب باموغو على موقع قاعدة بيانات كرة القدم.إي يو (الإنجليزية)
- حبيب باموغو على موقع بيانات كرة القدم. دي إي (الألمانية)
- حبيب باموغو على موقع ليكيب (الفرنسية)
- حبيب باموغو على موقع ناشيونال فوتبول تيمز (الإنجليزية)
- حبيب باموغو على موقع Soccerway.com (الإنجليزية)
- حبيب باموغو على موقع عالم كرة القدم.نت (الإنجليزية)
- حبيب باموغو على موقع كووورة